# Kawasaki H1R
Kawasaki H1R — гоночний мотоцикл, розроблений компанією Kawasaki для участі у чемпіонаті світу з шосейно-кільцевих мотоперегонів в класі 500cc. Побудований на базі моделі вуличного мотоцикла Kawasaki H1. Kawasaki H1R оснащувався двотактним трициліндровим двигуном.
У 1970 році Джинджер Моллой закінчив чемпіонат на другому місці, поступившись Джакомо Агостіні на MV Agusta. Моллой здобув 4 других місця протягом сезону. Kawasaki також зайняла друге місце у чемпіонаті конструкторів.
У 1971 році Дейв Сіммондс, виступаючи на HR1, виграв фінальну гонку сезону, яка відбулася на трасі Харама біля Мадрида. Сіммондс зайняв 4 місце в чемпіонаті.
У наступному сезоні, 1972 року, Kawasaki закінчив Кубок конструкторів на 4-у місці. Найкращими результатами року було друге місце в Іспанії і третє місце на Гран-Прі Острова Мен.